# Hunzibové
Hunzibové (Chundzibové) je současné pojmenování jednoho z kavkazských národů obyvájících území Dagestánu. Hunzibové se řadí mezi didoetské národy, spojené s historickým územím Didoetie. Jejich rodnou řečí je hunzibština, která se dětí ústní formou. Hunzibové jsou v 21. století kvůli dlouhodobému napojení na hospodářsky rozvinutější Avary vnímani jako jejich subetnikum.

## Charakteristika
Hunzibové jsou spojení s obcí Gunzib (Hunzib) ležící v oblasti Bežta v Dagestánu. Dalšími obcemi s většinou Hunzibů v populaci jsou nedaleké obce Nachada a Gurbatli. Hunzibové dále žijí na kutanách v nížinách Dagestánu. 
V starší ruské literatuře jsou označovaní jako Chundzalové, Chundzové, Undzové, Gunzové. Jde pravděpodobně o potomky původních Chundzů, kteří obývali území za Didoetií. Staré gruzínské záznamy nazývají rozsáhlé území severovýchodně za Didoetií jako Chundzetie (Chundzeti) a Avarům, kteří historickou Chundzetii dnes obývají říkají Chundzové (Chundzebi). O původu Avarů existuje několik teorií. 
Celkový počet Hunzibů nepřesahuje číslo 2000. Ruské statistiky uvádějí čísla vyšší. Jde pravděpodobně o záměnu, kdy někteří Avaři žijící v Gruzii nazývají sebe Chundzi a tedy jsou bráni jako Hunzibové a dále problém s rozdělením Cunty na okres Cunta a oblast Běžta.
Jazyk Hunzibů hunzibština patří mezi severovýchodokavkazské jazyky a dále spadá mezi východní didojské jazyky. Některé zdroje berou již hunzibštinu jako dialekt avarštiny. S ostatními didoetskými národy se dorozumívají v avarštině i ruštině. 
Oficiálním náboženstvím Hunzibů je sunnitský islám. Kdy hunzibské kmeny konvertovaly k islámu není doloženo.
Život Hunzibů je typický pro všechny horské kavkazské kmeny (tzv. tukchumy), které se dále dělí na klany (tzv. tejpy). Přetrvávají u nich staré pohanské zvyky. Jejich hlavní pracovní náplní je chov hospodářských zvířat. Hunzibové žijící na kutánách v nížinách Dagestánu se živí převážně jako stavební dělníci. Ženy se starají o děti a pracují v domácnosti. Jen málo Hunzibů dosáhlo na vysokoškolské vzdělání.